# Eulalia Presas
Eulalia Presas Plana (en catalán: Eulàlia Presas i Plana, Barcelona, 1914 - 2018) fue una profesora y traductora española de lengua catalana.

## Biografía
Licenciada en Filología Clásica, después de la guerra dio clases de griego y latín en institutos y escuelas, y compaginó su trabajo como profesora con las traducciones, casi todas del inglés y fundamentalmente al catalán, si bien en la posguerra  hizo alguna al castellano. Fue una traductora tardía con pocas obras, todas ellas traducidas del inglés menos una, del griego clásico. Se incorporó en el mundo de la traducción en los últimos momentos de la posguerra, con la llegada de una nueva hornada de traductores. Su primera traducción data de 1965 y fue publicada en la colección “Isard” de la editorial Vergara, la novela The Quiet American, escrita en 1955 por Graham Greene, que apareció con el título L'americà pacífic, y que en 1985 fue reeditada con el nuevo título de L'americà tranquil, sin otros cambios, y nuevamente en 2004. Después de un paréntesis de dieciocho años sin actividad traductora, debido a los cambios en el mercado editorial, en 1983 tradujo para la Fundació Bernat Metge, desde el griego clásico, El convit de Platón, el sexto volumen de los diálogos del filósofo que aparecía en esta colección. Hasta 1995 traduce del inglés además de un ensayo pedagógico una serie de novelas clásicas modernas y contemporáneas, como Orgull i prejudici, de Jane Austen, la primera obra de esta autora que aparecía en catalán, incluida en la biblioteca «A Tot Vent» de Proa; Una princesa en Berlín, de Arthur R. G. Solmssen, de momento la única traducción catalana de este autor; L'illa del tresor, de Robert Louis Stevenson, una de la decena de versiones que se han hecho de este clásico juvenil; y La violeta del Prater, de Christopher Isherwood. Fue una traductora fiel y precisa. En la posguerra había traducido ocasionalmente al castellano: es el caso del estudio El agua (1954) de Sarah. R. Riedeman.
En 1943 se casó con el filósofo catalán Francesc Gomà, con quien tuvo tres hijos, Xavier, Eulàlia y Teresa.